# Chain of Responsibility
Em Orientação a Objetos, Chain of Responsibility é um padrão GOF cuja principal função é evitar a dependência entre um objeto receptor e um objeto solicitante. Consiste em uma série de objetos receptores e de objetos de solicitação, onde cada objetos de solicitação possui uma lógica interna que separa quais são tipos de objetos receptores que podem ser manipulados. O restante é passado para o próximo objetos de solicitação da cadeia.
Devido a isso, é um padrão que utiliza a ideia de baixo acoplamento por permitir que outros objetos da cadeia tenham a oportunidade de tratar uma solicitação.

## Estrutura

### Passo-a-passo[1]
- A base mantém um ponteiro como "próximo";
- Cada classe derivada implementa sua própria contribuição para manusear o pedido (request);
- Se o pedido precisa ser passado para outra classe, então a classe derivada "chama de volta" à classe padrão, delegando um novo ponteiro;
- O cliente (terceirizado ou não) cria e encadeia a cadeia, a qual pode incluir uma ligação do último nó até o nó da raiz;
- O cliente lança e deixa cada request com a raiz da cadeia;
- As delegações recursivas produzem um efeito de ilusão;

## Situações de Uso
- Mais de um objeto pode tratar uma solicitação e o objeto que a tratará não é conhecido a priori;
- O objeto que trata a solicitação deve ser escolhido automaticamente;
- Deve-se emitir uma solicitação para um dentre vários objetos, sem especificar explicitamente o receptor;
- O conjunto de objetos que pode tratar uma solicitação deveria ser especificado dinamicamente.

Em um sistema orientado a objetos esses interagem entre si através de mensagens, e o sistema necessita de determinar qual o objeto que irá tratar a requisição. O padrão de projeto Chain of Responsibility permite determinar quem será o objeto que irá tratar a requisição durante a execução. Cada objeto pode tratar ou passar a mensagem para o próximo na cascata.
Em um escritório, por exemplo, onde se tem 4 linhas telefônicas, a primeira linha é o primeiro objeto, a segunda linha é o segundo, e assim sucessivamente até a gravação automática que é o quinto objeto. Se a primeira linha estiver disponível ela irá tratar a ligação, se não ela passa a tarefa para o próximo objeto, que é a segunda linha. Se essa estiver ocupada ela passa a tarefa para a próxima e assim sucessivamente até que um objeto possa tratar a tarefa.
Nesse caso, se todas as linhas estiverem ocupadas o último objeto, que é a gravação automática, tratará da tarefa.

## Exemplo

### Java
Abaixo está um exemplo do padrão na linguagem de programação Java. Neste exemplo, temos atores diferentes, cada um estabelecendo um limite de compras à seu sucessor. Toda vez que um ator recebe um pedido de compra que exceda seu limite, o pedido é passado ao seu sucessor.
A classe abstrata PurchasePower com o método abstrato processRequest:
```
abstract
 
class
 
PurchasePower

{

    
protected
 
static
 
final
 
double
 
BASE
 
=
 
500
;

    
protected
 
PurchasePower
 
successor
;

    
abstract
 
protected
 
double
 
getAllowable
();

    
abstract
 
protected
 
String
 
getRole
();

    
public
 
void
 
setSuccessor
(
PurchasePower
 
successor
)

    
{

        
this
.
successor
 
=
 
successor
;

    
}

    
public
 
void
 
processRequest
(
PurchaseRequest
 
request
)

    
{

        
if
 
(
request
.
getAmount
()
 
<
 
this
.
getAllowable
())

        
{

            
System
.
out
.
println
(
this
.
getRole
()
 
+
 
" will approve $"
 
+
 
request
.
getAmount
());

        
}

        
else
 
if
 
(
successor
 
!=
 
null
)

        
{

            
successor
.
processRequest
(
request
);

        
}

    
}

}

```

Temos quatro implementações da classe abstrata acima: Manager (Gerente), Director (Diretor), Vice President (Vice Presidente) e President (Presidente), cada uma multiplicando seu poder de compra:
```
class
 
ManagerPPower
 
extends
 
PurchasePower

{

    
protected
 
double
 
getAllowable
()

    
{

        
return
 
BASE
*
10
;

    
}

    
protected
 
String
 
getRole
()

    
{

        
return
 
"Manager"
;

    
}

}

class
 
DirectorPPower
 
extends
 
PurchasePower

{

    
protected
 
double
 
getAllowable
()

    
{

        
return
 
BASE
*
20
;

    
}

    
protected
 
String
 
getRole
()

    
{

        
return
 
"Director"
;

    
}

}

class
 
VicePresidentPPower
 
extends
 
PurchasePower

{

    
protected
 
double
 
getAllowable
()

    
{

        
return
 
BASE
*
40
;

    
}

    
protected
 
String
 
getRole
()

    
{

        
return
 
"Vice President"
;

    
}

}

class
 
PresidentPPower
 
extends
 
PurchasePower

{

    
protected
 
double
 
getAllowable
()

    
{

        
return
 
BASE
*
60
;

    
}

    
protected
 
String
 
getRole
()

    
{

        
return
 
"President"
;

    
}

}

```

O código abaixo define que a classe PurchaseRequest mantenha os dados em uma outra classe, como neste exemplo:
```
class
 
PurchaseRequest

{

    
private
 
double
 
amount
;

    
private
 
String
 
purpose
;

    
public
 
PurchaseRequest
(
double
 
amount
,
 
String
 
purpose
)

    
{

        
this
.
amount
 
=
 
amount
;

        
this
.
purpose
 
=
 
purpose
;

    
}

    
public
 
double
 
getAmount
()

    
{

        
return
 
amount
;

    
}

    
public
 
void
 
setAmount
(
double
 
amt
)

    
{

        
amount
 
=
 
amt
;

    
}

    
public
 
String
 
getPurpose
()

    
{

        
return
 
purpose
;

    
}

    
public
 
void
 
setPurpose
(
String
 
reason
)

    
{

        
purpose
 
=
 
reason
;

    
}

}

```

No uso que fizemos deste exemplo, temos a devida ordem (do menor poder de compra para o maior): Manager -> Director -> Vice President -> President
```
class
 
CheckAuthority

{

    
public
 
static
 
void
 
main
(
String
[]
 
args
)

    
{

        
ManagerPPower
 
manager
 
=
 
new
 
ManagerPPower
();

        
DirectorPPower
 
director
 
=
 
new
 
DirectorPPower
();

        
VicePresidentPPower
 
vp
 
=
 
new
 
VicePresidentPPower
();

        
PresidentPPower
 
president
 
=
 
new
 
PresidentPPower
();

        
manager
.
setSuccessor
(
director
);

        
director
.
setSuccessor
(
vp
);

        
vp
.
setSuccessor
(
president
);

        
// Press Ctrl+C to end.

        
try

        
{

            
while
 
(
true
)

            
{

                
System
.
out
.
println
(
"Enter the amount to check who should approve your expenditure."
);

                
System
.
out
.
print
(
">"
);

                
double
 
d
 
=
 
Double
.
parseDouble
(
new
 
BufferedReader
(
new
 
InputStreamReader
(
System
.
in
)).
readLine
());

                
manager
.
processRequest
(
new
 
PurchaseRequest
(
d
,
 
"General"
));

            
}

        
}
 
catch
 
(
Exception
 
e
)

        
{

            
System
.
exit
(
1
);

        
}

    
}

}

```

## Regras Importantes[1]
- Chain of Responsibility, Command, Mediator, e Observer são como endereços, podendo ser separados entre remetentes e destinatários, mas com consequências diferentes. O Chain of Responsibility passa um pedido ao remetente junto com uma cadeia de potenciais destinatários.
- Chain of Responsibility pode usar o padrão Command para representar pedidos como objetos.
- Chain of Responsibility é frequentemente aplicado em conjunto com o padrão Composite. Os componentes da classe-mãe podem ser usados para a classe-filha também.